# Warrior (Unleashed)
Warrior è il quinto album in studio del gruppo musicale death metal svedese Unleashed, pubblicato dall'etichetta discografica Century Media Records nel 1997.

## Tracce
1. Warmachine – 1:58
2. In Hellfire – 2:35
3. Mediawhore – 3:28
4. Down Under Ground – 2:52
5. My Life for You – 2:09
6. Death Metal Victory – 2:14
7. Hero of the Land – 3:13
8. Löngt Nid – 5:22
9. Born Deranged – 3:02
10. I Have Returned – 3:27
11. Ragnarok – 5:01
12. Your Pain my Gain – 1:36
13. The End – 4:13

Durata totale: 41:10

## Formazione
- Johnny Hedlund – voce, basso
- Fredrik Folkare – chitarra
- Tomas Olsson – chitarra
- Anders Schultz – batteria